# M.Honnenahalli, Channarayapatna
M.Honnenahalli là một làng thuộc tehsil Channarayapatna, huyện Hassan, bang Karnataka, Ấn Độ.